# Волостное правление

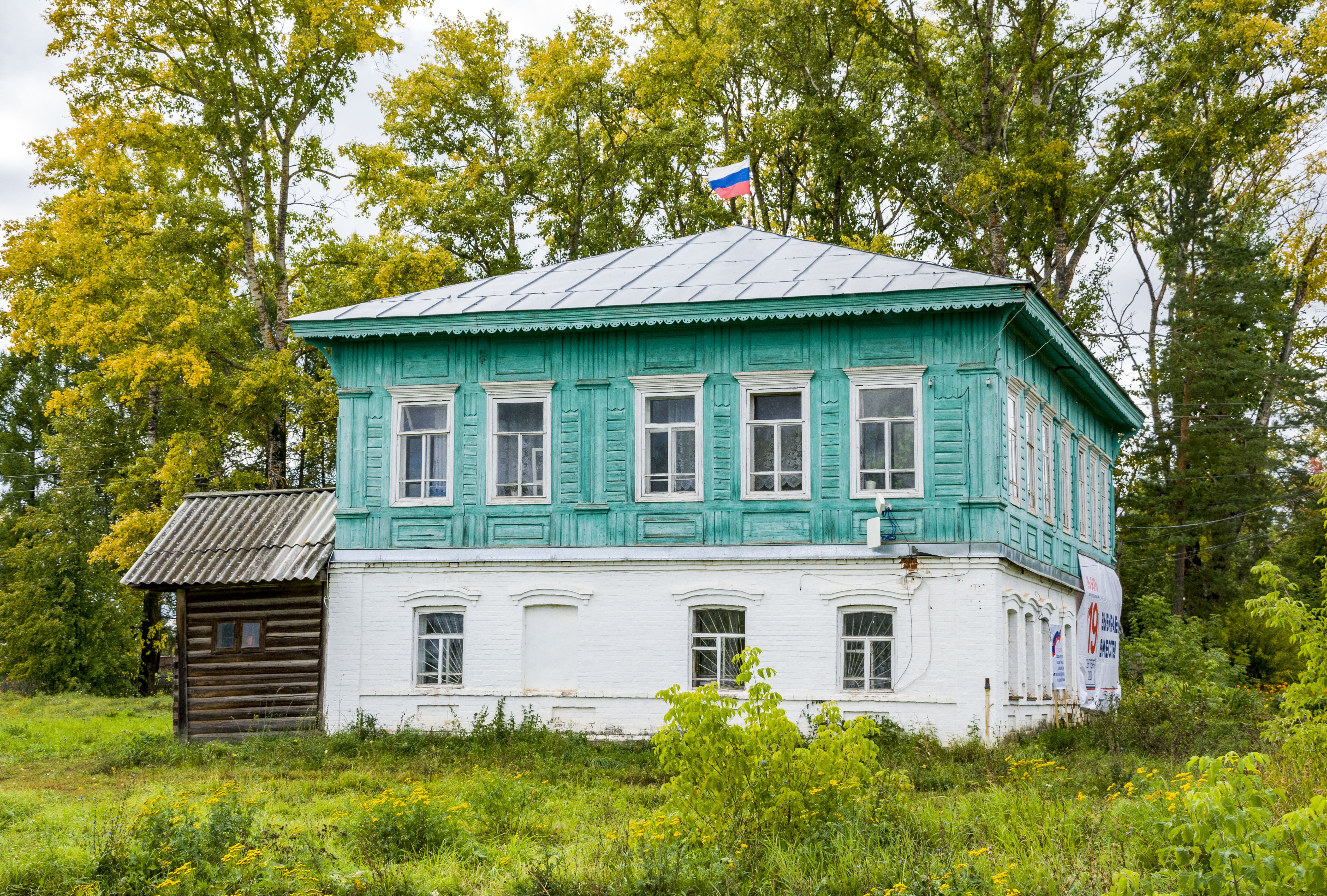
Здание волостного правления в селе Селезениха

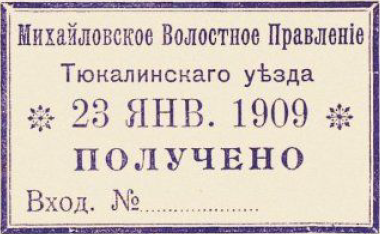
Печать Михайловского волостного правления Тюкалинского уезда

Волостное правление — коллегиальный орган из выборных должностных лиц, управляющий волостью, административной единицей крестьянского самоуправления в Российской империи.
Волостное правление не избиралось, а было собранием лиц, персонально выбранных на свои должности. Правление состояло из волостного старшины и всех сельских старост волости, а также сборщиков податей — помощников старшины (там, где такие должности существовали). Если старостам было неудобно участвовать в заседаниях правления, волостной сход мог избрать заменяющих их заседателей.
Ведению волостного правления подлежал весьма ограниченный круг дел:
- Производство, из волостных сумм, всякого рода денежных расходов, уже утверждённых волостным сходом;
- Принятие на работу и увольнение наемных волостных должностных лиц;
- Продажа имущества крестьян по искам и требованиям, если это не входит в обязанности других инстанций.

Волостное правление выполняло некоторые упрощенные нотариальные функции, а именно вело книгу договоров, куда крестьяне могли в добровольном порядке заносить сделки между собой на сумму не более 300 рублей, а также регистрировало завещания крестьян.
Волостные правления в описанном виде были учреждены «Общим положением о крестьянах, вышедших из крепостной зависимости» от 19 февраля 1861 года, и до 1917 года не претерпели изменений. Обязанности волостного правления были одинаковыми везде, где имелись крестьяне как сословие, независимо от того, были ли в данных местностях введены губернские учреждения, земские учреждения и земские начальники.
В действительности, волостные правления собирались редко (или никогда), и реальная власть в волости принадлежала волостному старшине и писарю.